# Bagalkot
Bagalkot (marathi  बागलकोट) – miasto w Indiach, w stanie Karnataka. Jest siedzibą dystryktu Bagalkot. Znajduje około 481 km od stolicy stanu Bengaluru i około 570 km od Mumbaju. Ludność aglomeracji miejskiej wyniosła 111 933 zgodnie ze spisem ludności Indii z 2011 roku. Miasto rozciąga się na powierzchni 49,06 km² na średniej wysokości 532 m n.p.m.
Holi jest najważniejszą tradycją kulturalną Bagalkotu. Święto kolorów obchodzone jest w całych Indiach, ale w tym mieście obchodzi się je bardzo hucznie przez cztery dni. Festiwal rozpoczyna Kama Dahanam – ceremonia ognia symbolizująca palące pożądanie i inne zło tkwiące w ludzkich sercach. Po nim następują trzy dni zabaw z kolorami. Ludzie gromadzą się w parkach i ulicach w całym mieście, bombardując się wszystkim i wszystko, co jest na ich widoku, suchym kolorowym proszkiem, pistoletami na wodę i balonami wypełnionymi kolorową wodą.
W Bagalkot mieści się Muzeum Navanagar, w którym znajduje się zbiór artefaktów i innych obiektów o znaczeniu artystycznym, kulturalnym, historycznym lub naukowym, szczególnie związanych z dystryktem Bagalkot.